# Balder (ejendomsselskab)
Balder Danmark A/S er datterselskab af Fastighets AB Balder (sv), som er et svensk børsnoteret selskab. Balder ejer, forvalter og udvikler boliger, erhvervsejendomme og hoteller i Sverige, Danmark, Norge, Finland, Tyskland og England.
Balder blev i 2006 noteret på Stockholmsbørsen O-liste.
Balder ejer over 4.000 lejeboliger fordelt på 22 ejendomme på Sjælland, heriblandt Østerbro, Havneholmen, ved Amager Strandpark og i Ørestaden.
Navnet Balder stammer fra den nordiske guddom, Balder.

## Andre ejendomme i Danmark
Udover deres lejeboliger, ejer Balder en række bygninger og hoteller i Danmark, herunder:
- Cirkusbygningen
- Nobis Hotel (en)
- Hotel Richmond
- Mercur Hotel
- Star Hotel
- Copenhagen Plaza
- Hotel Østerport